# Attivazione del legame carbonio-idrogeno
L'attivazione del legame carbonio-idrogeno o attivazione C-H è una reazione in cui viene rotto un legame carbonio-idrogeno. Il termine è spesso limitato alle reazioni che coinvolgono complessi organometallici con trasformazioni che comprendono la coordinazione di un idrocarburo al metallo, o attraverso un "complesso alcano o arene" intermedio, o attraverso uno stato di transizione che porta ad un intermedio "M–C". Ai fini della definizione è importante che il frammento idrocarburico rimanga associato nella sfera di coordinazione del complesso durante tutto l'evento che provoca l'attivazione C-H, in modo da essere influenzato dalla coordinazione al metallo.

## Principi
I legami C-H sono tradizionalmente considerati non reattivi, ma sia studi teorici che ricerche sperimentali indicano che è possibile romperli sfruttando la coordinazione ad un metallo. Molta attività di ricerca si è occupata della progettazione e sintesi di nuovi reattivi e catalizzatori che possano influenzare l'attivazione C-H. Questi studi sono mirati al tentativo di sfruttare l'attivazione C-H sia per trasformare alcani abbondanti ed economici in pregiati composti organici funzionalizzati, e sia per modificare in modo efficiente la struttura di molecole complesse preesistenti. In particolare, nel campo delle risorse energetiche sarebbe molto importante riuscire a trasformare in modo efficiente il metano (un gas abbondante ma scomodo da trasportare) in un combustibile liquido come il metanolo.
Per l'attivazione selettiva di uno specifico legame C-H vengono utilizzati diversi concetti. Gruppi direzionanti sono usati per coordinare il metallo e quindi avvicinarvi il legame C-H desiderato. Gli eteroaromatici hanno una reattività intrinseca nei vari legami C-H (come ad esempio la posizione 2 del benzofurano). Inoltre, gli eteroatomi possono aumentare l'acidità di legami C–H adiacenti.
Nella funzionalizzazione si usa distinguere tra ossidazioni C–H, in cui un legame C-H viene trasformato in un legame C-eteroatomo, e reazioni di accoppiamento. In quest'ultimo caso si ottengono prodotti analoghi alle reazioni di accoppiamento incrociato. Tuttavia, qui il substrato organometallico prefunzionalizzato può sostituire il composto non funzionalizzato.
La maggior parte delle attivazioni C–H risultano al momento poco attraenti perché sono richieste condizioni piuttosto drastiche (alta temperatura, condizioni fortemente basiche o acide, ossidanti forti). Tuttavia la ricerca sta producendo condizioni di reazione sempre più blande, ampliando notevolmente l'ambito di applicabilità di questi processi. Per effettuare reazioni di attivazione C–H si è iniziato a utilizzare anche l'organocatalisi; in determinate circostanze questo approccio può risultare più conveniente, dato che non vengono utilizzati metalli.

## Storia
La prima reazione di attivazione è a volte attribuita a Otto Dimroth, che nel 1902 descrisse la reazione tra benzene e l'acetato di mercurio(II), ma in genere questa non è considerata una vera attivazione C–H. Come osservato da Goldman e Goldberg, l'attivazione C–H è per alcuni aspetti simile all'attivazione H–H, dato che entrambe si possono ottenere per addizione elettrofila o per addizione ossidativa.
Dal punto di vista della chimica organometallica moderna la prima vera attivazione C–H fu descritta nel 1965 da Joseph Chatt, che ottenne l'inserzione di un atomo di rutenio coordinato a 1,2-bis(dimetilfosfino)etano in un legame C-H del naftalene. Nel 1969 Alexander E. Shilov riportò che il complesso K2PtCl4 induce scambio isotopico tra metano e acqua pesante, proponendo che il meccanismo prevedesse la coordinazione del metano al Pt(II). Nel 1972 il gruppo di Shilov riuscì a produrre metanolo e cloruro di metile da metano e acqua, usando quantità stechiometriche di K2PtCl4 o quantità catalitiche di K2PtCl6. Shilov lavorava e pubblicava i suoi risultati nell'Unione Sovietica ai tempi della guerra fredda, e per questo motivo il suo lavoro rimase sostanzialmente ignorato dagli scienziati occidentali. Il cosiddetto sistema di Shilov è ora riconosciuto come l'unico vero sistema catalitico per la funzionalizzazione di alcani.
Dal punto di vista dell'addizione ossidativa, nel 1970 Malcolm Green descrisse l'inserzione fotochimica in un legame C–H del benzene da parte dell'atomo di tungsteno del complesso Cp2WH2, e nel 1979 George M. Whitesides fu il primo ad ottenere una attivazione C–H alifatica intramolecolare.
Il passo successivo fu descritto indipendentemente da due gruppi di ricerca nel 1982. R. G. Bergman descrisse la prima attivazione C–H di un idrocarburo totalmente saturo tramite addizione ossidativa con un metallo di transizione. La reazione fotochimica del complesso  porta alla specie coordinativamente insatura Cp*Ir(PMe3), che dà quindi addizione ossidativa con cicloesano o neopentano  formando i corrispondenti complessi alchilidruri Cp*Ir(PMe3)HR (R = cicloesile o neopentile). W. A. G. Graham trovò che gli stessi idrocarburi reagiscono sotto irradiazione con Cp*Ir(CO)2 per dare i relativi alchilidruri Cp*Ir(CO)HR. Nell'ultimo caso la reazione procede presumibilmente per addizione ossidativa all'intermedio a 16 elettroni di iridio(I), Cp*Ir(CO), formato per irradiazione di Cp*Ir(CO)2.

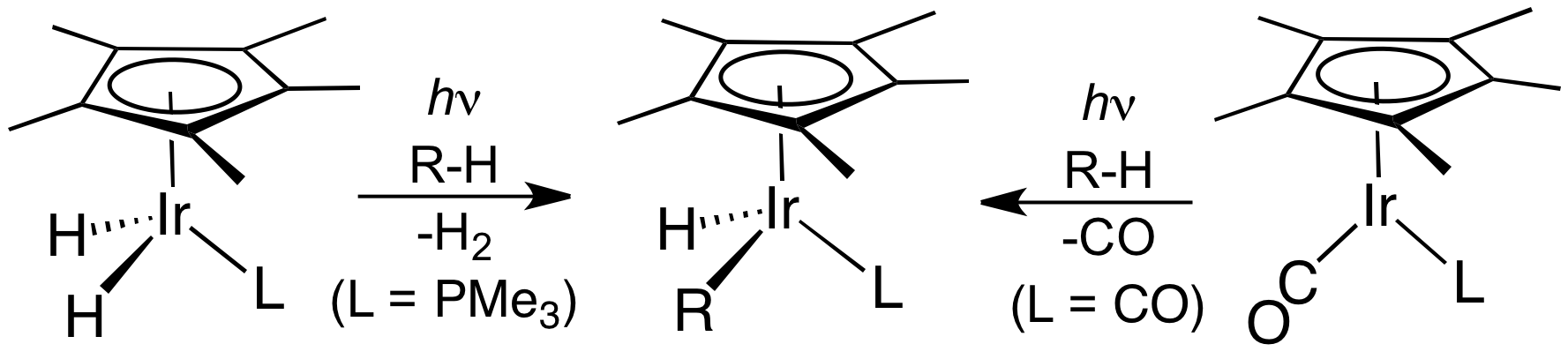
Attivazione C–H di Bergman et al. (asinistra) e Graham et al. (a destra)

## Esempi
L'attivazione selettiva e la funzionalizzazione di legami C–H in alcani è stata descritta nel complesso di tungsteno Cp*W(NO)(η3-allyl)(CH2CMe3):

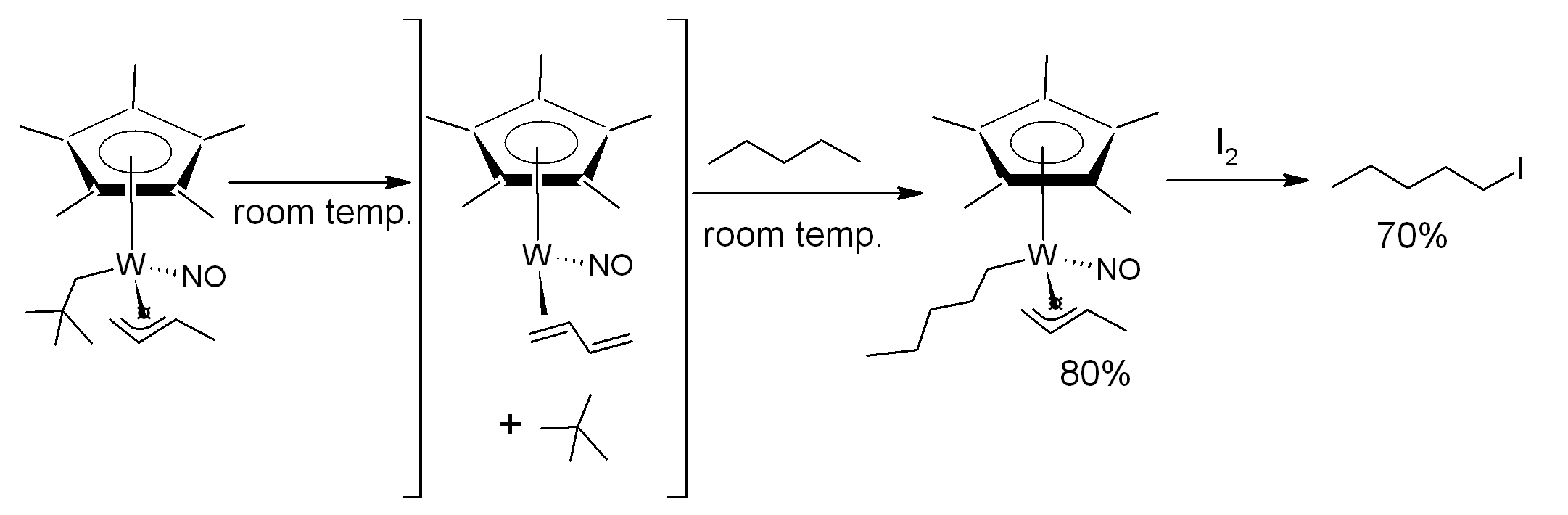
Attivazione C–H del pentano come riportata da Baillie e Legzdins, 2014.

Nell'esempio illustrato l'alcano pentano è convertito selettivamente nell'idrocarburo alogenato 1-iodopentano. La trasformazione è effettuata per termolisi di Cp*W(NO)(η3-allyl)(CH2CMe3) a temperatura ambiente, che provoca l'eliminazione di neopentano in un processo di pseudo primo ordine. Si genera un intermedio non osservabile a 16 elettroni elettronicamente e coordinativamente insaturo contenente un legante η2-butadiene. In seguito, l'attivazione intermolecolare di una molecola di solvente pentano forma un complesso a 18 elettroni con un legante n-pentile, e in un processo successivo viene liberato 1-iodopentano per reazione con iodio a –60 °C.
Anche i legami C–H degli areni, benché piuttosto inerti, possono essere attivati con complessi metallici. Un esempio è l'accoppiamento olefinico di Murai. Anche la reazione della figura successiva coinvolge una attivazione C–H; in questo caso un complesso di rutenio dà ciclometallazione con la  N,N-dimetilbenzilammina:

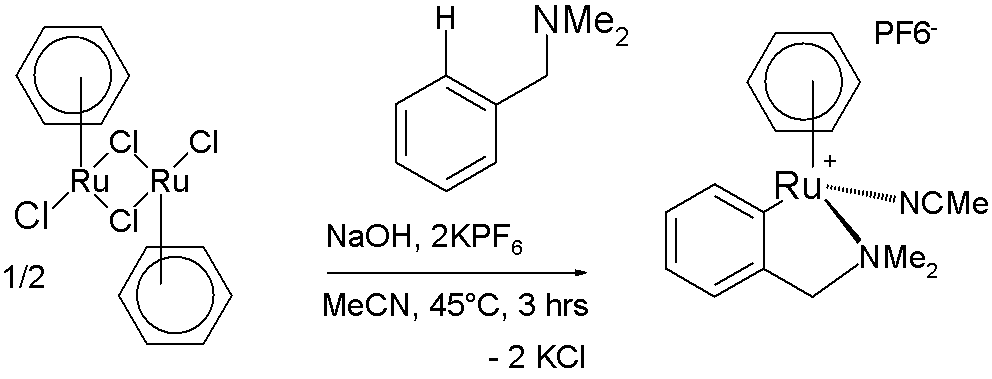
Ciclometallazione con una benzilammina sostituita

L'attivazione C–H di un alchene con un catalizzatore di rodio porta alla sintesi di una enamina biciclica tensionata:

Attivazione C–H di Yotphan et al. 2008